# Autoroute A 34
Die Autoroute A 34 ist eine französische Autobahn mit Beginn in Reims und Ende in Sedan. Ihre Länge beträgt 62 km.

## Geschichte
- 4. Dezember 1973: Eröffnung Villers-Semeuse - Sedan-ouest (Abfahrt 8 - 4)
- ?. ? 1990: Eröffnung Acy-Romance - Rethel-est (Abfahrt 18 - 15) → (N 51)
- ?. ? 1995: Eröffnung La Francheville - Yvernaumont (Abfahrt 9 - 12)
- ?. September 1999: Eröffnung Witry-lès-Reims - Saint-Léonard (Abfahrt 24 - D 944)
- 31. Mai 2000: Eröffnung Yvernaumont - Poix-Terron (Abfahrt 12 - 13)
- 20. Dezember 2002: Eröffnung Poix-Terron - Faissault (Abfahrt 13 - 14)
- 20. Dezember 2003: Eröffnung Faissault - Rethel-est (Abfahrt 14 - 15)
- ?. ? 2006: Eröffnung Saint-Léonard - Reims-Cormontreuil (D 944 - A 4)
- 1. Dezember 2009: Eröffnung Ardennes (Abfahrt 14)

## Großstädte an der Autobahn
- Charleville-Mézières
- Reims